# Abdullah Baba Fatadi
Abdullah Baba Fatadi (ur. 2 listopada 1985 w Lagos) – piłkarz bahrajński pochodzenia nigeryjskiego grający na pozycji pomocnika.

## Kariera klubowa
Fatadi urodził się w nigeryjskim Lagos. W młodym wieku wyemigrował do Bahrajnu i tam też rozpoczął karierę piłkarską w klubie Al-Najma SC. W 2002 roku zadebiutował w jego barwach w bahrajńskiej Premier League. W Al-Najma grał przez 2 lata. W 2004 roku został piłkarzem Al-Ahli Manama i tam także występował przez 2 sezony. Latem 2006 roku został piłkarzem Al-Muharraq Sports Club. W 2007 i 2008 roku wywalczył z nim mistrzostwo Bahrajnu. Inne sukcesy, które osiągnął z Al-Muharraq, to: zdobycie Pucharu Bahrajnu w 2008 roku, Puchar Korony Księcia Bahrajnu w 2008 roku i zwycięstwo w AFC Cup w 2008 roku.
Latem 2008 roku Fatadi przeszedł do katarskiego Al-Kharitiyath. Po roku gry w Q-League odszedł do szwajcarskiego Neuchâtel Xamax. 18 lipca 2009 roku zadebiutował w Super League w wygranym 3:0 domowym meczu z FC Zürich. W 2010 przez pół roku grał w Al-Ittihad Kalba, a następnie przeszedł do Al-Qadisiyah al-Khobar.
| Sezon   | Klub                   | Kraj                         | Rozgrywki                 | Mecze | Bramki |
| ------- | ---------------------- | ---------------------------- | ------------------------- | ----- | ------ |
| 2002/03 | Al-Najma SC            | Bahrajn                      | Bahraini Premier League   | 11    | 3      |
| 2003/04 | Al-Najma SC            | Bahrajn                      | Bahraini Premier League   | 20    | 10     |
| 2004/05 | Al-Ahli Manama         | Bahrajn                      | Bahraini Premier League   | 16    | 7      |
| 2005/06 | Al-Ahli Manama         | Bahrajn                      | Bahraini Premier League   | 12    | 5      |
| 2006/07 | Al-Muharraq            | Bahrajn                      | Bahraini Premier League   | 16    | 5      |
| 2007/08 | Al-Muharraq            | Bahrajn                      | Bahraini Premier League   | 14    | 9      |
| 2008/09 | Al-Kharitiyath         | Katar                        | Q-League                  | 23    | 2      |
| 2009/10 | Neuchâtel Xamax        | Szwajcaria                   | Super League              | 17    | 1      |
| 2010/11 | Al-Ittihad Kalba       | Zjednoczone Emiraty Arabskie | UAE Football League       | 10    | 0      |
| 2010/11 | Al-Qadisiyah al-Khobar | Arabia Saudyjska             | Saudi Professional League | 10    | 1      |
| 2011/12 | Al-Qadisiyah al-Khobar | Arabia Saudyjska             | Saudi Professional League |       |        |

## Kariera reprezentacyjna
W reprezentacji Bahrajnu Fatadi zadebiutował w 2007 roku. W tym samym roku został powołany przez selekcjonera Milana Máčalę do kadry na Puchar Azji 2007. W meczach kwalifikacji do mistrzostw świata w RPA strzelił 2 gole: z Malezją (4:1) i z Katarem (1:1).